# Anadia bumanguesa
Espèce
Statut de conservation UICN

 DD  : Données insuffisantes
Anadia bumanguesa est une espèce de sauriens de la famille des Gymnophthalmidae.

## Répartition
Cette espèce est endémique du département de Santander en Colombie.

## Publication originale
- Rueda Almonacid & Caicedo, 2004 : Una nueva especie de Anadia (Reptilia: Sauria: Gymnophtalmidae) para el noroccidente de la Cordillera Oriental de Colombia. Revista de la Academia Colombiana Ciencias Exactas Fisicas y Naturales, vol. 28, no 107, p. 281-284 (texte intégral).